# Estación de Pinhais
La estación ferroviaria de Pinhais es una construcción histórica del Municipio de Pinhais, localizado en la Región Metropolitana de Curitiba (Paraná). La construcción de esta estación ferroviaria es considerada hasta hoy, uno de los factores más importantes para el crecimiento de habitantes en el municipio. En algunas reproducciones, como en esta imagen, se puede percibir que el antiguo nombre de la estación era Estación Ferroviaria Pinhaes; esta placa con este nombre no está presente en la estación.
La estación fue creada el 5 de febrero de 1885, junto con una línea de ferrocarril que unía Curitiba con Paranaguá. Esta línea de ferrocarril surgió, posiblemente, para facilitar el acceso y la tracción de trenes al Centro Productor de São José dos Pinhais, que fue un gran productor de Yerba Mate, madera y otras mercancías y además de esto, todos los registros de la época mencionaban al Centro Productor de São José dos Pinhais.

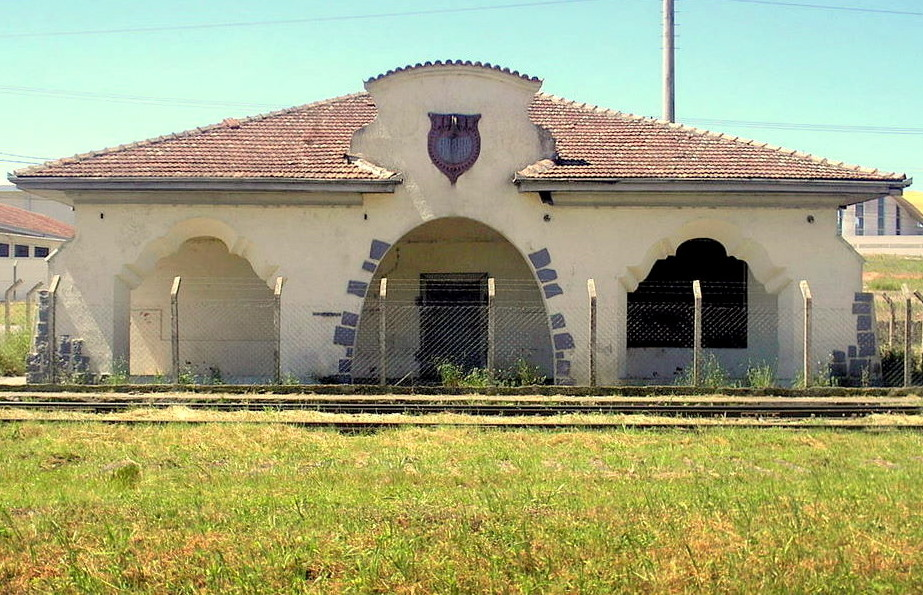
Construida en la década de 1940, la Estación Ferroviaria de Pinhais era la plataforma de cruce de los trenes procedentes del interior del estado en dirección a la capital.

Con la creación de una estación, fue necesario crear residencias para los funcionarios responsables del mantenimiento de la línea de ferrocarril, comenzando a formar un pequeño poblado. Con la estación ferroviaria, la región de Pinhais – que no era un municipio en la época – obtuvo notoriedad y pasó a llamar la atención de empresarios. A partir de ahí se inició un proceso de instalaciones industriales en la región, como la Industria Cerámica, que fue otro factor que contribuyó a la formación del poblado en Pinhais. La inauguración de esta industria cerámica y otros acontecimientos desencadenaron un rápido avance político y económico en Pinhais, y después de innumerables hechos, la región se convirtió oficialmente en un municipio, perteneciendo a la Región Metropolitana de Curitiba.
Actualmente, la estación ferroviaria de Pinhais se encuentra en el barrio Weissópolis y está fuera de servicio. Fue vallada para no ser degradada por los vándalos. Pese a estar fuera de servicio y vallada, la estación continúa siendo un gran establecimiento histórico para el municipio de Pinhais y uno de los puntos más populares de la región.